# 东正教北京传道团

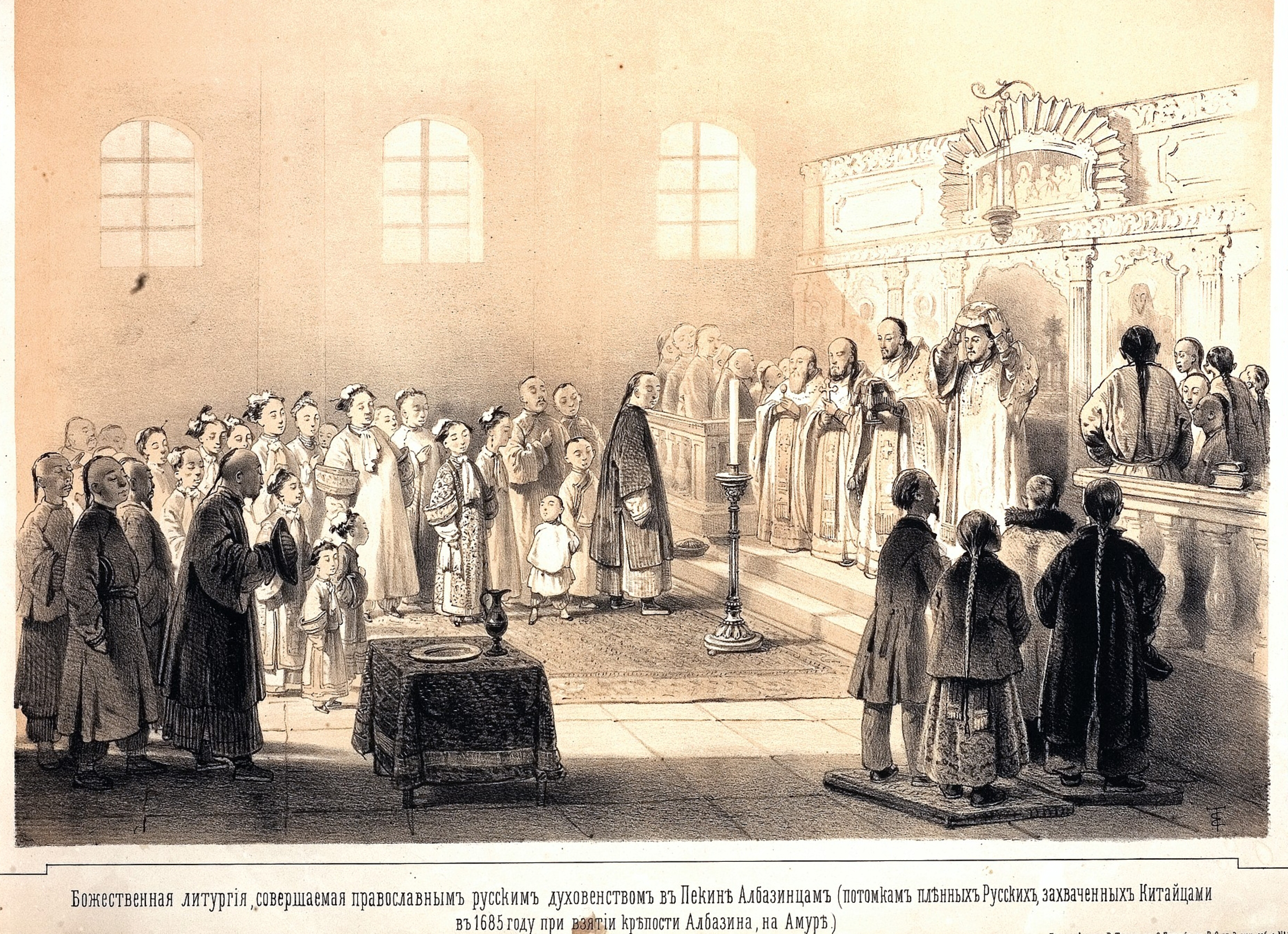
東正教北京传道团爲阿爾巴津人舉行祈禱儀式

东正教北京传道团，又称“俄罗斯馆”，是由俄罗斯帝国于中国清朝康熙年间建立的，以在中国传播正教为主要目的，兼顾搜集中国情报的宗教团体。传道团建立于1714年，1917年俄国十月革命成功后，传道团改组为东正教北京总会，结束了北京传道团的历史，期间共组织了十八届北京传道团。

## 缘起
1682年，康熙二十一年，清朝与俄国在雅克萨城爆发了雅克萨之战。俄军战败，于1689年，康熙二十八年，签订中俄尼布楚条约。其间，清军先后俘获俄国军民九十九人，其中有五十九人押往北京，清军依照处理战俘的惯例将这些俄罗斯人编入镶黄旗，史料记载，清政府当时命令：“罗刹归顺人颇多，应令编为一佐领，令其彼此相依，庶有资籍”。这些定居于北京的俄罗斯人被称为阿尔巴津人。
在这些编入八旗的俄罗斯人中有一位正教會司祭马克西姆·列昂杰夫，他在北京为阿尔巴津人主持正教會的宗教活动，清政府也将北京胡家园胡同的一座关帝庙划拨给他们兴建正教堂，这就是今天的北馆。1710年，马克西姆·列昂节夫病死于北京，阿尔巴津人德米特里·涅斯托罗夫和阿历克赛·斯塔里增等人投书沙皇彼得一世，要求彼得委派一位司祭主持北京的正教會活动。彼得收到书信后委派雅库茨克大司祭伊拉里昂·列扎伊斯基带领其他七位神职人员组成一个传道团前往北京，传道团于1715年，康熙五十四年四月三十日，抵达北京。这就是第一届东正教北京传道团。

## 历届传道团

### 第一届北京传道团

#### 存在时间
1715年4月30日抵达北京——1717年10月10日大司祭病死北京

#### 人员构成
- 修士大司祭：伊拉里昂·列扎伊斯基
- 修士司祭：拉夫连季
- 修士辅祭：菲利蒙
- 教堂辅助人员：约瑟夫·阿法纳西耶夫、彼得·卡尔马克、尼卡诺尔·克柳索夫、伊拉里昂·雅库特、费奥多尔·别尔卡

#### 重要事迹
第一届传道团成员彼得·卡尔马克和尼卡诺尔·克柳索夫在北京与中国女子结婚，归入八旗，并被清政府授予武官品衔。
第一届传道团后期，大司祭伊拉里昂·列扎伊斯基侵吞清政府理藩院向传道团成员发放的月规银，导致列扎伊斯基名誉扫地，于1717年10月10日因饮酒过度在北京去世。

### 第二届北京传道团

#### 存在时间
1729年傳道團抵達北京——1736年大司祭被押解回俄國

#### 人员构成
- 修士大司祭：安东尼·普拉特科夫斯基
- 修士司祭：伊万·菲利莫诺夫、拉夫连季
- 修士辅祭：约阿瑟夫
- 教堂辅助人员：纳拉巴尔金、安德列
- 留学生： 第一批 卢卡·沃伊科夫、伊万·普霍尔特、费奥多尔·特列季雅科夫（1727年）

第二批 伊拉里昂·罗索欣、格拉西姆·舒利金、米哈伊洛·波诺马廖夫（1729年）
第三批 阿列克赛·弗拉迪金、伊凡·希希罗夫、伊凡·贝科夫（1732年）

#### 重要事迹
1717年第一届传道团大司祭伊拉里昂在北京去世后，俄国方面很快任命了佩列斯拉夫－扎列斯基两地主教英诺森·库利奇茨基担任第二届北京传道团大司祭。但是由于那段时间清俄两国关系紧张，清政府禁止传道团入境。直到1727年清俄《恰克图条约》签订后，清朝才允许传道团入境。条约规定：“京城之俄罗斯馆，嗣后惟俄罗斯人居住。其使臣萨瓦所欲建造之庙宇，令中国办理俄罗斯事务大臣在俄罗斯馆建造。现在京居住喇嘛一人，其又请增遣喇嘛三人之处，著照所请。俟遣来喇嘛三人到时，亦照前来喇嘛之例，给予盘费，令住此庙内。至俄罗斯等依本国风俗拜佛念经之处，毋庸禁止。再萨瓦所留在京学艺之学生四名，通晓俄罗斯、拉替努话二人，令在此居住，给予盘费养赡。”從傳道團組建到獲准進入中國期間，伊尔库茨克耶稣升天修道院大司祭安东尼·普拉特科夫斯基通过散布诋毁英诺森的言论，取代了后者的地位，成为第二届北京传道团的大司祭。传道团1729年抵达北京。
在第二届传道团任内，北京发生强烈地震，北馆聖尼古拉教堂在地震中倒塌，1732年，大司祭向阿尔巴津人募集资金重建了北馆。1735年，傳道團又在俄羅斯館建立了奉献节教堂，即南馆。1736年，大司祭安东尼，因在任内侵吞传道团公款，并为获取更大权力散布不利于他人的谣言，被剥夺传道团大司祭的职务，并被押解回俄国，接受审判。至此，第二屆傳道團結束。

### 第三届北京传道团

#### 存在时间
1736年传道团抵达北京——1741年大司祭病死北京

#### 人员构成
- 修士大司祭：伊拉里昂·特鲁索夫
- 修士司祭：安东尼·普拉特科夫斯基（第二届传道团的大司祭，1736年后被押解回俄国）
- 修士辅祭：拉夫连季、约阿瑟夫
- 教堂辅助人员：彼得·约夫列夫、彼得·卡缅斯基、雅科夫·雅库特、米哈伊尔·伊万诺夫
- 留学生： 阿列克赛·列昂季耶夫、安德列·科尼亚耶夫、尼基塔·切卡诺夫、某佚名留学生（1743年）

#### 重要事迹
1736年，第二届传道团大司祭被解职回国，贝加尔的主易圣容修道院大司祭伊拉里昂·特鲁索夫被任命为第三届北京传道团大司祭。
伊拉里昂不满这一任命，因而终日借酒消愁，平日花銷甚巨，不仅将清政府理藩院发放的月规银花光，还散尽传道团的公款，甚至将教堂的圣物银器悄悄典当，其间他的下属投书俄国控告伊拉里昂。史料记载，控告信稱伊拉里昂“传着女人的衣服在修道院里走来走去，自称是处女，还做了许多其他的恶作剧”。
1741年，俄国本土的宗教法庭尚未处理伊拉里昂，他就因为酗酒诱发癫痫，病死於北京。至此，第三届传道团结束。

### 第四届北京传道团

#### 存在时间
1743年抵达北京——1755年大司祭专任他职

#### 人员构成
- 修士大司祭：格尔瓦西·林采夫斯基
- 修士司祭：约伊利·弗鲁勃列夫司祭、费奥多西·斯莫尔尼夫斯基
- 修士辅祭：约阿瑟夫
- 教堂辅助人员：索宗特·卡尔波夫、基尔·别列茨基、基里尔·谢苗诺夫、斯捷凡·特列季雅科夫、伊凡·库兹涅佐夫

#### 重要事迹
第四届北京传道团的大司祭的选择历尽周折，先后有七位主教获得提名，但他们均拒绝迁往北京，最终获得任命的是基辅聖米迦勒金頂修道院副院长格尔瓦西·林采夫斯基。
相比于他的前任，格尔瓦西在任内的工作非常积极，他在北京经常主动接触清朝官员和来自西欧的耶稣会传教士，为俄国政府搜集了大量有关中国和西欧的资料。
1755年，在北京任职十年之后，格尔瓦西被委任为白俄罗斯佩列雅斯拉夫教区主教，离开中国。至此，第四届北京传道团结束。

### 第五届北京传道团

#### 存在时间
1755年传道团抵达北京——1771年大司祭病死北京

#### 人员构成
- 修士大司祭：阿姆夫罗西·尤马托夫
- 修士司祭：西尔威斯特、索夫罗尼
- 修士辅祭：谢尔盖
- 教堂辅助人员：斯捷凡·齐命、伊利亚·伊凡诺夫、阿历克赛·达尼洛夫

#### 重要事迹
沙皇曾親自過問第五届北京传道团大司祭人选。1755年12月25日，传道团随俄国商队抵达北京。
第五屆傳道團司祭索夫罗尼在北馆附近自缢身亡。1771年6月1日，大司祭阿姆夫罗西·尤马托夫因结石，病死于北京，葬于安定门外。

### 第六届北京传道团

#### 存在时间
1772年传道团抵达北京——1781年大司祭离任

#### 人员构成
- 修士大司祭：尼古拉·茨维特
- 修士司祭：尤斯特、伊凡
- 修士辅祭：尼基弗尔
- 教堂辅助人员：彼得·罗吉昂诺夫、尼康
- 留学生：费奥多尔·巴克雪夫、阿历克赛·帕雷绍夫、雅柯夫·柯尔金、阿历克赛·阿加福诺夫

#### 重要事迹
1771年，第五屆傳道團大司祭病死北京後，谢尔盖圣三一修道院附设神学院的法语和德语教师、修士辅祭尼古拉·茨维特，被越级提升为修士大司祭，任命爲第六屆傳道團首領。
在第六届传道团任内，中国政府颁布的禁止天主教的法令。正教會與公教會耶穌會在中國的活動均受到很大限制。因此，尼古拉没有完成搜集中国和西欧情报的任务，於1781年离任。回到俄国后，受降职处分。

### 第七届北京传道团

#### 存在时间
1781年抵达北京——1794年任期结束

#### 人员构成
- 修士大司祭：约阿基姆·希什科夫斯基
- 修士司祭：安东尼、阿历克赛
- 修士辅祭：伊兹拉伊尔
- 教堂辅助人员：伊凡·奥尔洛夫、谢苗·索科洛夫斯基
- 留学生：叶戈尔·萨列尔托夫斯基、安东·弗拉迪金、伊凡·菲洛诺夫、阿历克赛·波波夫

#### 重要事迹
1781年11月2日，第七屆傳道團抵達北京。
第七届传道团任内，俄羅斯正教會最高宗務會議向北京傳道團大司祭下達一份工作指示。此指示此后一直是北京传道团大司祭的行为准则。
第七届传道团修士司祭安东尼，留学生叶戈尔·萨列尔托夫斯基、伊凡·菲洛诺夫、阿历克赛·波波夫等人因酗酒死于北京。修士辅祭伊兹拉伊尔病死于北京。下级神职人员曾反对大司祭约阿基姆约阿基姆·希什科夫斯基。

### 第八届北京传道团

#### 存在时间
1794年抵达北京——1807年任满

#### 人员构成
- 修士大司祭：索夫罗尼·格里鲍夫斯基
- 修士司祭：伊耶谢、瓦尔拉阿姆
- 修士辅祭：瓦维拉
- 教堂辅助人员：科兹马·库尔金斯基、瓦西里·鲍戈罗茨基
- 留学生：帕维尔·卡缅斯基、卡尔普·克鲁格洛波列夫、斯捷凡·利波夫佐夫、伊凡·马雷舍夫

#### 重要事迹
莫斯科都主教區派往莫斯科大學教授宗教教義和《聖經》的教師索夫羅尼·格里鮑夫斯基被任命爲第八屆傳道團大司祭。
索夫羅尼任內並無令人矚目的建樹。在中国十三年后，对汉语和满语仍一无所知。他以較多的時間聚斂錢財。史料记载，索夫罗尼曾数年不向下属发放薪金，向中國人發放高利貸，且因債務糾紛被訴訟至衙門。

### 第九届北京传道团

#### 存在时间
1807年——1821年

#### 人员构成
- 修士大司祭：雅金甫（溯姓比丘林）
- 修士司祭：阿尔卡季、谢拉菲姆
- 修士辅祭：涅克塔里
- 教堂辅助人员：瓦西里·雅菲茨基、康斯坦丁·帕洛莫夫斯基
- 留学生：马尔克尔·拉克罗夫斯基、列夫·齐马伊洛夫、米哈伊尔·西帕科夫、叶夫格拉夫·格罗莫夫

#### 重要事迹
雅金甫生于教士家庭，是伊凡修道院一位普通的修士。因受喀山大主教的赏识，被越级提升为大司祭，任命爲第九屆傳道團首領。
俄國政府調整北京傳道團的行政隸屬關係。其上級機構由西伯利亚总督衙门調整爲俄羅斯外交部。自此，傳道團擔負更多爲俄國外交政策搜集情報的任務。
雅金甫任內建树颇多。他仅在二年内就精通汉语和满语。他積極接觸清朝各級官員與在中國的天主教會傳道士，搜集到大量西歐與中國的情報。这些情报为沙皇亚历山大一世制定大陆政策，与英国奥地利结盟反对拿破仑起到至关重要的作用。
雅金甫在任内成为一位汉学家。1817年，他憑目測與步量，绘制了一幅《北京城郭平面图》，他将《资治通鉴纲目》、《大清一统志》、《四书》、《三字经》等中文典籍翻译成俄文，还著有《西藏记事》、《蒙古札记》、《北京记事》、《成吉思汗前四汗本纪》、《准嘎尔和东土耳其斯坦的远古和现状记述》、《蒙古的语言、部落、人口、平民阶级》、《蒙古人的古代和现代祈祷仪式》等书籍文章。其中《西藏记事》、《蒙古札记》价值尤为突出。雅金甫因此获得俄罗斯科学院东方学和古物学通讯院士的荣誉。
1822年，第九届北京传道团任满回国。
或因教会内部权力斗争，雅金甫被指控任內疏於管理宗教事務，革去教职为普通修士，被宗教法庭判處終身流放，發配至偏遠的修道院。3年后，由俄国外交部部长涅谢尔罗德出面将他调到外交部亚洲司，翻譯中文官方文件，直到1853年5月11日雅金甫去世。在此期间，雅金甫著有《中华帝国详志》、《中国国情与民风》、《西藏青海史》等著作，并因为这些著作三次获得俄罗斯科学院杰米多夫奖。

### 第十届北京传道团

#### 存在时间
1821年——1830年

#### 人员构成
- 修士大司祭：帕维尔·伊凡诺维奇·卡缅斯基
- 修士司祭：维尼阿明·莫拉契维奇、达尼尔·西维洛夫
- 修士辅祭：伊兹拉伊尔
- 教堂辅助人员：尼古拉·伊凡诺维奇·沃兹涅申斯基、阿历克赛·伊萨科维奇·索斯尼茨基
- 留学生：康德拉特·格里戈里耶维奇·克雷姆斯基、扎哈尔·费奥多维奇·列昂季耶夫斯基、瓦西里·基里基洛维奇·阿勃拉莫维奇
- 医生：约瑟夫·帕夫洛维奇·沃伊采霍夫茨基

#### 重要事迹
第八届传道团的留学生帕维尔·伊凡诺维奇·卡缅斯基任第十届传道团的大司祭。
沙皇尼古拉一世非常关照这届传道团的活动，在传道团临行前，赐大司祭一支华丽的十字架和一枚二级圣安娜勋章。赐司祭以上所有成员佩戴方挎的权利，爲随传道团抵华的所有留学生授予官衔，增加薪俸，且赏赐大量图书。传道团抵达北京后，尼古拉一世再次赐予一副十字架。
第十届传道团任内，依照俄羅斯正教會最高宗務會議的指示，在北京成立教务会议，标志北京传道团在正教會内部地位上升。
第十届传道团任满回国后，大司祭得到2000银卢布奖金。二位司祭一位留任北京传道团大司祭，一位在莫斯科一所修道院任大司祭。

### 第十一届北京传道团

#### 存在时间
1830年——1840年

#### 人员构成
- 修士大司祭：维尼阿明·莫拉契维奇
- 修士司祭：阿瓦库姆·切斯诺伊、费奥菲拉克特
- 修士辅祭：波利卡尔普
- 教堂辅助人员：格里戈里·米哈伊洛维奇·罗佐夫
- 医生：波尔菲里·叶夫多维奇·基里洛夫、阿列克赛·伊万诺维奇·科万尼科、帕维尔·库尔梁德采夫、叶皮凡·伊凡诺维奇·瑟切夫斯基
- 画家：安东·米哈伊洛维奇·列加诺夫
- 学者：邦格教授（植物学家）、富克斯（天文学家）、科瓦列夫斯基（专业不詳）

#### 重要事迹
第十届传道团的修士司祭維尼阿明·莫拉契維奇任第十一屆傳道團大司祭。
据史料记载，维尼阿明为人专横，传道团内部关系因此不和。传道团成员帕维尔·库尔梁德采夫、阿列克赛·伊万诺维奇·科万尼科先后因此中途返回俄国。俄羅斯外交部亞洲司祇得干預，在维尼阿明任满之前将传道团交由司祭阿瓦库姆·切斯诺伊负责。
第十一届传道团画家安东·米哈伊洛维奇·列加诺夫引人瞩目。他经常出入清朝王公大臣的府邸，为他们画像，成为维系传道团与清廷良好关系的纽带。
第十一届傳道團任滿回國後，全部成員都受到沙皇嘉獎。

### 第十二届北京传道团

#### 存在时间
1840年——1849年

#### 人员构成
- 修士大司祭：波利卡尔普（汉名佟正笏）
- 修士司祭：英诺森·涅米罗夫、固里·卡尔波夫
- 修士辅祭：巴拉第·卡法罗夫
- 留学生：约瑟夫·戈什克维奇、弗拉基米尔·瓦西里耶维奇·戈尔斯基、伊万·伊里奇·扎哈罗夫
- 医生：亚历山大·阿历克赛耶维奇·塔塔林诺夫
- 画家：科尔萨林
- 学者：喀山大学硕士瓦西里·帕夫洛维奇·瓦西里耶夫

#### 重要事迹
第十一屆傳道團輔祭佟正笏，因受西伯利亚總督斯佩蘭斯基賞識，獲提名，任第十二屆傳道團大司祭。
由于西伯利亚总督的关系，俄国外交部亚洲司给予佟正笏极大的信任和权力，并要求他在任内尽量获取有关中国的一切情报。史料记载，在他赴任前，俄国外交部给他的文件要求他“取得清政府中那些能够以某种方式影响清帝国政治事件进程的人的好感，以观察與注意清政府與社会的动向”。
佟正笏任内，清朝经历第一次鸦片战争战败后的巨大变化。佟正笏搜集的各種資訊為俄國政府制定遠東政策提供了重要的參考依據。俄國政府授权佟正笏于1847年7月首次要求清政府允许俄商在新疆塔尔巴哈台（今塔城）、伊犁和喀什噶尔（今喀什）“三处通商”。
佟正笏在任滿回國後，由於蒐集情報的出色工作，獲得1500銀盧布獎金。

### 第十三届北京传道团

#### 存在时间
1850年——1858年

#### 人员构成
- 修士大司祭：巴拉第·卡法罗夫
- 修士司祭：叶夫拉姆皮、帕维尔
- 修士辅祭：伊拉里昂、尼古拉·伊凡诺维奇·乌斯平斯基、尼古拉·伊凡诺维奇·涅恰耶夫、康斯坦丁·安德列亚诺维奇·斯卡奇科夫
- 医生：斯捷潘·伊凡诺维奇·巴齐列夫斯基、米哈伊尔·达尼洛维奇·赫拉波维茨基
- 画家：伊凡·伊凡诺维奇·奇茹托夫

#### 重要事迹
第十二屆傳道團輔祭巴拉第·卡法羅夫任第十三屆傳道團大司祭。
第十三屆传道团辅祭康斯坦丁·安德列亚诺维奇·斯卡奇科夫是沙俄时代最著名的汉学家之一。他在传道团期间所著的《北京日记》详细记载太平天国时期，北京的社会生活與清政府高层的反应。由于他对中国的研究，他被俄国地理学会、经济学会、天文学会、东方與美洲人文学会接納爲会员，从北京传道团离任后，康斯坦丁先后出任了俄国驻塔城领事、驻天津总领事。
第十三屆传道团任内，中国与英国和法国之间的第二次鸦片战争爆发。战争期间，传道团为英法军队提供大量情报。
传道团医生米哈伊尔·达尼洛维奇·赫拉波维茨基参与起草清俄《璦琿條約》。

### 第十四届北京传道团

#### 存在时间
1858年——1864年

#### 传道团首領
- 修士大司祭：固里·卡尔波夫（固乙）

#### 重要事迹
1858年，第十二届传道团司祭固里·卡尔波夫，被任命为第十四届传道团的大司祭。
与他的前任一样，固里在第二次鸦片战争中为英法军队提供關於清朝的情报，同时爲清政府调停。
在英法军队进攻通州的战役中，固里向他们提供清朝驻军的資訊與第九届北京传道团大司祭雅金甫绘制的《北京城郭平面图》。
此後，關於《中俄北京條約》的談判中，固里被任命爲俄方的談判代表，以極其強硬的姿態出現在談判桌前。史料記載，清政府的官員評價俄方談判代表「狡執異常，幾乎一字不能更易」。

### 第十五届北京传道团

#### 存在时间
1865年——1878年

#### 传道团首領
- 修士大司祭：巴拉第·卡法罗夫

#### 重要事迹
根据清政府与俄国签订的《中俄北京条约》，俄国政府直接派出驻北京公使作为官方外交人员，由于驻华公使的出现，北京传道团的管辖权再次移交给了俄罗斯正教會最高宗务会议。
1864年，会议决定任命第十三届北京传道团大司祭巴拉第·卡法罗夫爲第十五届传道团大司祭。
巴拉第第二屆任内，在中国东北进行大量的考察工作。1870年，他与一位俄国地理学家从沈阳出发，经过齐齐哈尔，到海兰泡、伯力，后沿着乌苏里江下行至海参崴，沿途考察了中国东北的地形地貌、道路交通、自然环境。1871年，他又详细考察了中国东部沿海的重要海港、海湾。
他以这两次长途旅行所搜集到的资料为基础写出了《从北京经满洲到海兰泡旅行记》、《乌苏里地区历史概要》等书。
巴拉第创办以中国研究为主题的期刊《汇报》，翻译或撰寫《佛陀传》、《早期佛教史略》、《佛教神祇概述》、《汉俄大辞典》、《中国伊斯兰教文献集》、《长春真人西游记》、《金七十轮》等著作。

### 第十六届北京传道团

#### 存在时间
1879年——1883年

#### 传道团首領
- 修士大司祭：弗拉维昂·高连茨基

#### 重要事迹
1879年，第十六届北京传道团抵达北京。
第十六届传道团任期内，大司祭弗拉维昂·高连茨基将工作的重心从外交和情报收集事务转向传道。他积极奔走于中国各地。北京、内蒙古、汉口等地的正教會信徒数量都有较大增长。

### 第十七届北京传道团

#### 存在时间
1884年——1896年

#### 人员构成
- 修士大司祭：阿姆菲洛赫·罗托维诺夫

### 第十八届北京传道团

#### 存在时间
1896年——1931年（1917年北京传道团改组为东正教北京教区）

#### 人员构成
- 修士大司祭：英诺肯提乙·费古洛夫斯基

#### 重要事迹
第十八届北京传道团是最后一届传道团，此后成立东正教北京总会與中华正教会。
在这一届北京传道团任期内中国爆发了义和团运动，中国东北爆发了日俄战争，俄国发生了十月革命，其间的变化非常巨大。
1900年，中国爆发了针对在华外国人和基督教信徒的义和团运动，在北京的北馆被拳民焚毁，在北京的正教徒有二百余人被杀，传道团的一名司祭和数名教堂辅助人员被杀。此外安定门外的俄国墓地被捣毁。北京传道团在张家口、北戴河等地设立的教堂和礼拜所也被拳民破坏，传道团大司祭则躲进俄国驻华公使馆避难。
1901年《辛丑条约》签订后，大司祭英诺肯提乙返回俄国述职，并且因为他在义和团运动期间留守北京而被提升为主教，之后他带领三十余名神职人员和大笔资金返回北京。回到北京之后，英诺肯提乙用庚子赔款复建了北馆，并利用复建的机会购置土地扩大北馆规模，在北馆附近又新建了诸圣殉道者堂、圣母堂等新的正教堂，并且开设了学校、修道院、面粉厂、织布厂、果园等附属于传道团的产业，通过经营这些产业，第十八届北京传道团聚敛了大量财富。由于有了庚子赔款和教产的经济支持，传道团在北京之外的中国其他地区的传道活动也达到了空前规模，在东北、河北、湖北、新疆、天津、上海等省区建立了许多教堂、修道院、教会学校和养老院等机构。
1917年俄国十月革命爆发，大批反对布尔什维克革命的俄国人流亡中国，他们在流亡的同时携带了大笔财产，他们来到中国进一步为北京传道团带来了大量的资金支持。
由于新成立的苏联政府拘捕并审判了莫斯科牧首且宣布废止牧首制度，一批反对苏联政府的正教會神职人员成立俄羅斯外國正教會主教會議，形成一个流亡教廷。北京传道团的主教英诺肯提乙加入了这个流亡教廷，而这个教廷也将传道团升格为东正教北京总会。在此期间英诺肯提乙收留了大批逃亡中国的俄罗斯贵族，为他们的反攻计划提供资金支持。
1924年，为了对抗苏联政府提出的接管东正教北京总会教产的要求，英诺肯提乙在东正教北京总会的基础上成立了中国正教会，由俄罗斯外国临时主教公会议任命他为中国正教会大主教，1930年，進一步升職爲都主教。

## 评价

### 传道
相比于天主教和新教在中国的传道活动，东正教北京传道团在传道方面非常失败。截止第十七届传道团任内，虽然经历了将近200年的发展，但全中国仅有四百余名正教會信徒，直到第十八届传道团时期情况才有所改观，但这种变化很大程度上源自十月革命造成的逃亡。导致这一状况的原因一方面是早期的传道团将工作的重心放在搜集情报和从事外交活动上，另一方面是由于传道团始终不肯接纳中国籍神职人员加入，以至缺少足够的神甫进行布道活动。

### 中俄文化交流
在中俄文化交流方面，传道团起到了重要的桥梁作用，俄国早期的汉学家几乎均出自北京传道团的神甫和留学生，例如第三届传道团的留学生伊拉里昂·罗索欣，在北京期间通过贿赂清政府理藩院的官员成功地将禁止外传的皇清一统全图窃出并翻译成俄文，返回俄国后便加入科学院，专门从事汉学与蒙古有关的研究工作，他甚至还专门写出书籍教给后来的传道团成员如何贿赂清朝官员，由此可见其人对中国的了解程度之深；又如第九届传道团大司祭雅金甫大量研究和翻译了中文历史文献。

### 外交與政治
相对于传道，外交和政治事务是北京传道团更主要的任务，从第一届传道团开始，这个宗教团体就被俄国政府赋予了直接搜集中国和间接搜集欧洲情报的任务，1727年中俄《恰克图条约》签订后，传道团更是直接肩负外交的使命。在将近200年的历史中，传道团搜集的关于中国社会经济政治和中国东北、蒙古等地区的情报是俄国政府制定远东政策的重要依据。传道团在这方面的作用在1860年之后达到顶峰，他们不仅以提供情报的方式间接参与了欧洲国家与中国的战事，第十四届传道团的大司祭固里甚至作为沙皇的谈判代表直接参与了《北京条约》的制定。从这一角度讲，东正教北京传道团可以看作俄国政府以传道名义安插在中国首都的一个重要情报机构。